# Lance Loud

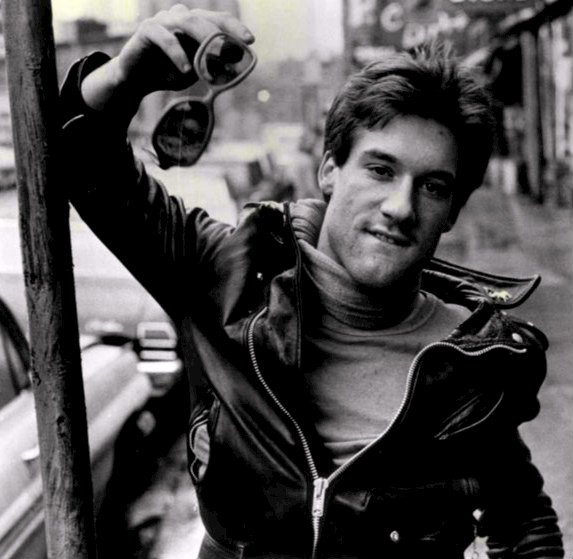
Lance Loud

Alanson Russell "Lance" Loud (* 26. Juni 1951 in La Jolla, San Diego, Kalifornien; † 22. Dezember 2001 in Los Angeles) war ein US-amerikanischer Musiker und Journalist sowie eine TV-Persönlichkeit. Nationale Bekanntheit erreichte er in den Vereinigten Staaten durch die Dokumentation An American Family.

## Leben
Loud wurde 1951 in La Jolla, Kalifornien, geboren. Mit seinen Eltern und vier Geschwistern verbrachte er seine frühe Kindheit in Eugene, Oregon. Später zog die Familie nach Santa Barbara, Kalifornien.

## An American Family

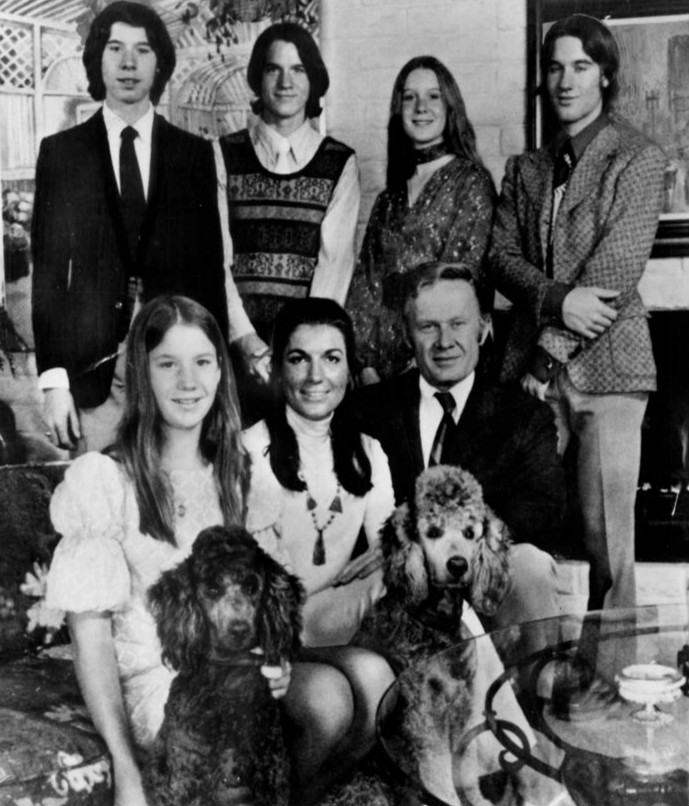
Die Familie Loud 1973 (rechts oben stehend: Lance Loud)

Berühmt wurde Loud durch die 1973 bei PBS ausgestrahlte Dokumentation An American Family, in der das Leben seiner Familie gezeigt wurde. Die Sendung wurde in Santa Barbara gedreht. Die in zwölf Teilen ausgestrahlte Dokumentation erreichte rund zehn Millionen Zuschauer und löste beträchtliche Kontroversen aus – u. a., weil Loud seine Homosexualität öffentlich machte. Kurz nach dem Ende der Serie trat Loud in der The Dick Cavett Show auf. Mit seinen Geschwistern Delilah, Michelle und Kevin trat er als Band (Loud) auf. Im Verlauf der Serie machte Loud – als erste Person im Fernsehen – seine Homosexualität öffentlich. Louds Homosexualität wurde national kontrovers diskutiert und wiederholt in den Medien thematisiert. Durch seinen offenen Umgang mit dem Thema wurde er zu einem Schwulen-Idol.
PBS zeigte in späteren Jahren noch zwei weitere Folgen über die Familie. In der letzten Folge Lance Loud! A Death In An American Family wurde Louds gesundheitlicher Verfall nach zwanzig Jahren Crystal-Meth-Abhängigkeit und einer HIV-Infektion deutlich.

## Musikkarriere
Seinen Idolen The Velvet Underground und Andy Warhol folgend, zog Loud nach New York. Dort formierte er in den späten 1970ern die Band The Mumps mit Schulfreund Kristiann Hoffmann, Rob Duprey, Jay Jee Daugherty und Aaron Kiley. Loud übernahm den Gesang. Daugherty und Kiley wurden später durch Kevin Kiely und Paul Rutner ersetzt. The Mumps spielten regelmäßig im Max’s Kansas City und im CBGB und anderen Clubs. Trotz ihrer Popularität bekam die Band keinen Vertrag mit einem Major Label. Während ihrer aktiven Zeit veröffentlichte die Band nur zwei Singles.

### Diskografie
- The Mumps - Crocodile Tears (Single)[3]
- The Mumps - Fatal Charm (Eggbert Records, 1994)
- The Mumps - How I Saved the World (Sympathy for the Record Industry, 2005)[4]

## Journalismus
Für das einflussreiche Rock Scene Magazin schrieb Loud eine monatliche Kolumne. Nachdem er sich aus der Musik zurückzog, verfasste er außerdem Kolumnen für The Advocate, Details, Interview und Creem. Seinen letzten Artikel ("Musings on Mortality") schrieb er im Hospiz.

## Tod
Loud starb am 22. Dezember 2001 im Alter von 50 Jahren an den Folgen seiner HIV- und Hepatitis-C-Infektionen.
2010 produzierte HBO Films den Film Cinema Verite,  der die Dreharbeiten zu An American Family thematisierte. Loud wurde von Thomas Dekker gespielt. 2012 veröffentlichte Louds Mutter das Buch Lance Out Loud.